# Düzlük, Eğil
Düzlük là một xã thuộc huyện Eğil, tỉnh Diyarbakır, Thổ Nhĩ Kỳ. Dân số thời điểm năm 2008 là 525 người.